# Wegkapel Ten Esschen

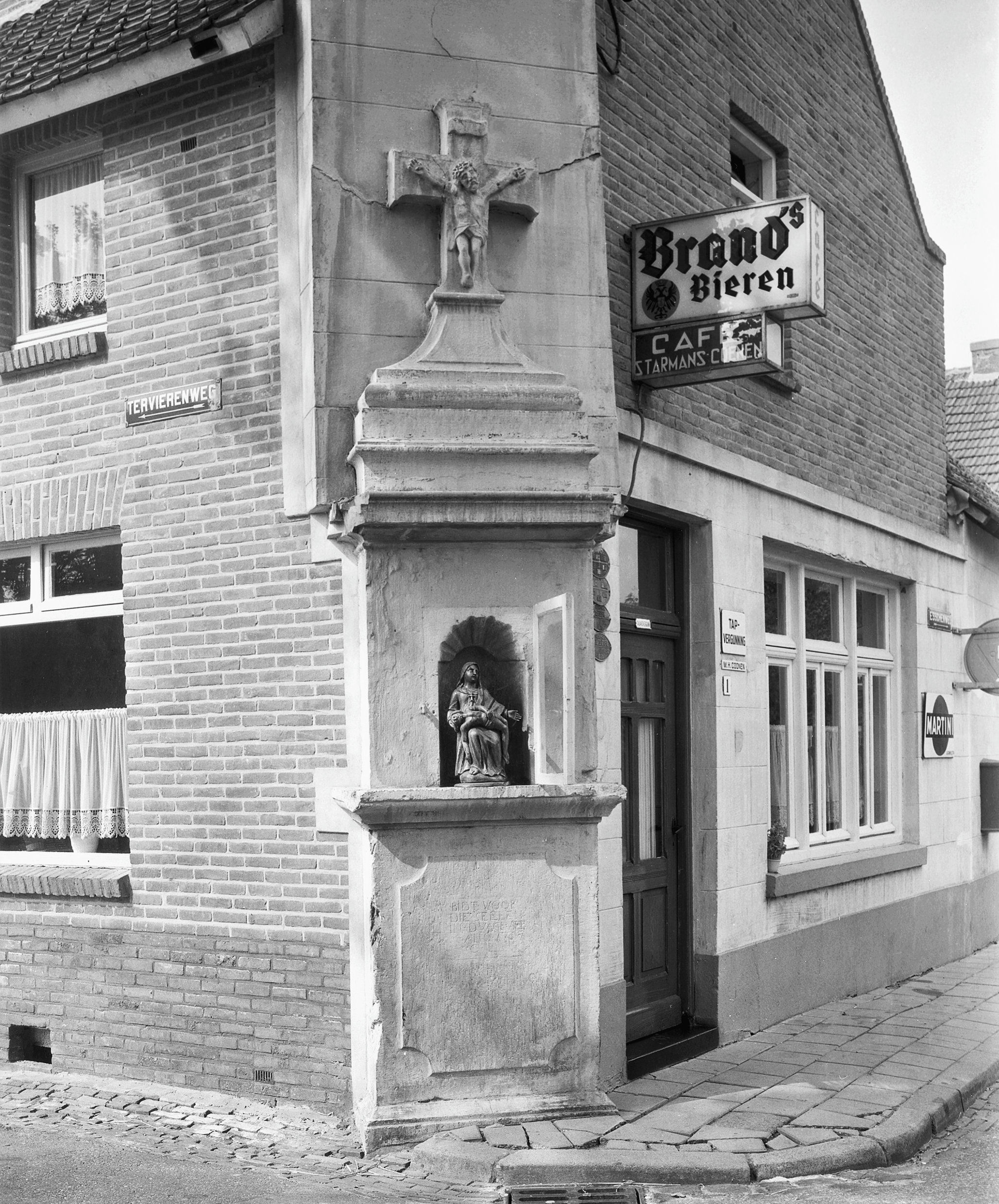
Wegkapel Ten Esschen

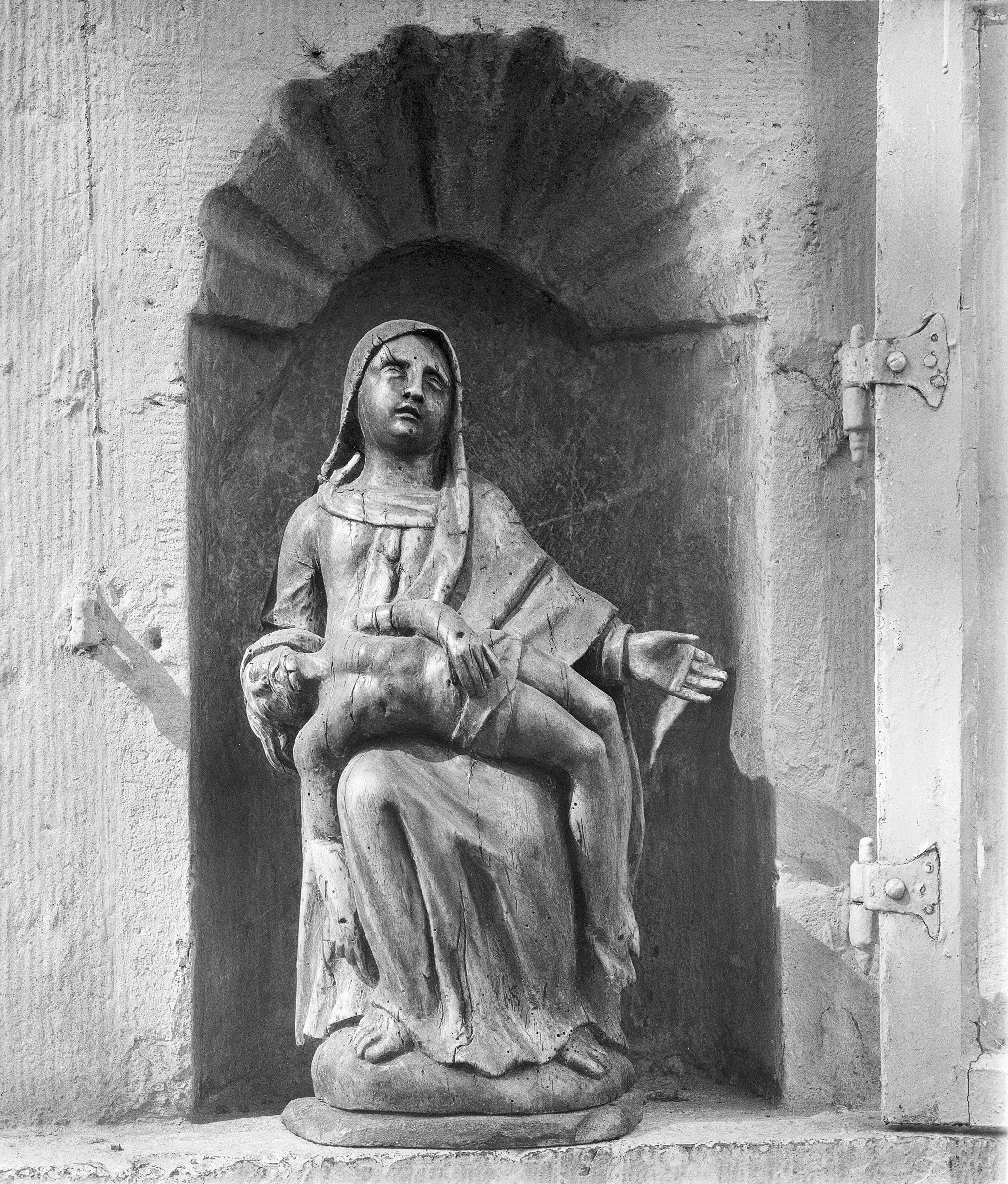
De piëta van de kapel

De wegkapel Ten Esschen is een veldkapel in buurtschap Ten Esschen in de Nederlands Zuid-Limburgse gemeente Heerlen. De kapel staat voor de woning van Ten Esschen 2 aan de splitsing van de straat Ten Esschen die vanuit hier in meerdere richtingen loopt. Op ongeveer 100 meter ten noordwesten van de wegkapel staat de Onze-Lieve-Vrouw-van-de-Rozenkranskapel.

## Geschiedenis
In 1767 werd de kapel gebouwd.
Op 21 februari 1967 werd de kapel ingeschreven in het rijksmonumentenregister.
In 2001 werd de kapel gerestaureerd en werd de piëta van de kapel vervangen door een kopie.

## Bouwwerk
De wegkapel staat op de hoek van een huis en heeft de vorm van een cenotaaf. De niskapel bestaat uit een rechthoekig basement, daarboven op ongeveer anderhalve meter hoogte een nis, gevolgd door enkele lijsten en getopt door een stenen kruis. Uit het steen van het kruis is een corpus uitgehouwen. De nis heeft een schelpvorm waarin een piëta is geplaatst, afgesloten door een glazen deurtje.
In het basement is een tekst gegraveerd:

BIDT VOOR
DIE SEELEN
IN DVAGEVIER
 ANO 1767
 C.I
— 